# Marcus Elieser Bloch
Marcus Elieser Bloch (1723 Ansbach – 6. srpna 1799 Karlovy Vary) byl německý přírodovědec a lékař židovského původu.
Byl synem sofera, vyrůstal v hebrejsky mluvícím prostředí a německy číst a psát se naučil až v devatenácti letech. Působil jako domácí učitel v Hamburku, pak studoval medicínu v Berlíně a doktorát získal ve Frankfurtu nad Odrou. Přátelil se s osvíceneckým filosofem Mosesem Mendelssohnem. V roce 1782 byl přijat do akademie Leopoldina.
Byl jedním z průkopníků ichtyologie a popsal 267 nových druhů ryb. Je autorem dvanáctidílného bohatě ilustrovaného spisu Allgemeine Naturgeschichte der Fische. Dílo Systema Ichthyologiae iconibus cx illustratum, na kterém spolupracoval s Johannem Gottlobem Theaeneem Schneiderem, zůstalo nedokončeno. Bloch je také autorem medicínského pojednání Medicinische Bemerkungen, Nebst einer Abhandlung vom Pyrmonter Sauerbrunnen a práce o střevních parazitech Abhandlung von der Erzeugung der Eingeweidewürmer und den Mitteln wider dieselben. Blochovy sbírky jsou uchovávány v berlínském Museum für Naturkunde.
Je po něm pojmenován bodlok modropáskovaný (Acanthurus blochii).